# Nabil Boukili
Nabil Boukili (Oujda (Marokko), 20 januari 1985) is een Belgisch politicus voor de marxistische politieke partij PVDA (PTB).

## Levensloop
Boukili, geboren in Marokko, studeerde aan de ULB. Hij werkte in de horeca en deed verschillende interimjobs. Vervolgens was hij van 2014 tot 2019 museumbewaker bij de Koninklijke Musea voor Schone Kunsten van België.
Hij engageerde zich tevens bij de PVDA en werd lid van Comac, de studentenbeweging van de partij. Vanaf december 2018 was hij gemeenteraadslid van Vorst. In september 2021 nam Boukili ontslag uit deze functie en verhuisde hij naar Anderlecht. Daar werd hij in oktober 2024 verkozen tot gemeenteraadslid, maar hij besloot aan het mandaat te verzaken.
Bij de federale verkiezingen van mei 2019 werd hij vanop de tweede plaats van de Brusselse PVDA-PTB-lijst verkozen in de Kamer van volksvertegenwoordigers. Als Kamerlid verdiepte Boukili zich in justitie en buitenlands beleid. 
Bij de federale verkiezingen van 9 juni 2024 werd Boukili aangesteld als lijsttrekker voor PVDA-PTB in Brussel en werd hij verkozen voor een tweede termijn in de Kamer, waar hij zich ditmaal toelegde op buitenlands beleid en defensie. Sinds 2024 zetelt Boukili tevens in de Parlementaire Assemblee van de Organisatie voor Veiligheid en Samenwerking in Europa (OVSE).